# Галин, Дамир Дильшатович
Дамир Дильшатович Галин (род. 17 января 1994, Альметьевск, Татарстан или Митро-Аюповское, Башкортостан) — российский хоккеист, защитник.

## Биография
Начинал заниматься хоккеем в Альметьевске. Воспитанник казанского «Ак Барса». С сезона 2010/11 — в команде МХЛ (с 2014 года — ВХЛ) «Барс». Три сезона (2016/17 — 2018/19) отыграл во втором дивизионе Финляндии за клуб ИПК (Ийсалми). В сезоне 2019/20 выступал за «Торос» Нефтекамск в ВХЛ. С конца декабря 2020 по январь 2021 года провёл семь матчей за клуб чемпионата Белоруссии «Динамо-Молодечно». В сезоне 2021/22 играл за финские клубы «Пелиитат» (Хейнола) и ЮХТ (Калайоки).
Участник чемпионата мира среди юниоров 2012.
Окончил Поволжскую государственную академию физической культуры, спорта и туризма (2016).
С 2022 года — детский тренер в «Динамо» Казань.